# Kunasziwka
Kunasziwka (ukr. Кунашівка) – wieś na Ukrainie, w obwodzie czernihowskim, w rejonie niżyńskim, w hromadzie Niżyn. W 2001 liczyła 563 mieszkańców.